# Illa Lincoln (Alaska)
L'illa Lincoln és una illa boscosa del canal de Lynn a Alaska, Estats Units. Es troba un quilòmetre al nord-oest de l'illa Shelter i uns 200 metres al sud-est de la petita illa Ralston. Forma part de la ciutat i el districte de Juneau. El primer europeu que va albirar l'illa va ser Joseph Whidbey, mestre de l'HMS Discovery durant l'expedició de George Vancouver de 1791 a 1795, el 1794. El nom li va ser posat el 1868 pel comandant R. W. Meade, de la Marina dels Estats Units d'Amèrica, presumiblement per Abraham Lincoln.